# Pekszater
Pekszater vagy Pekareszlo ókori egyiptomi és núbiai királyné volt, a XXV. dinasztiához tartozó Piye fáraó felesége.
Kasta núbiai uralkodó és Pebatjma királyné lánya volt, így férjének, Piyének a testvére. Laming és Macadam szerint Pebatjma királyné örökbe fogadott lánya. Piyével együtt ábrázolják a Dzsebel Barkal-i Ámon-templom egyik domborművén; Piye főpapi ruhában áll Ámon szent bárkája előtt.
Abüdoszban temették el, a D temetőben; talán akkor halt meg, amikor elkísérte Piyét egyiptomi hadjáratára.  sírjából előkerültek egy ajtókeret darabjai (ma a kairói Egyiptomi Múzeumban) és egy sztélé. Itt a „nagy királyi hitves”, „a király felesége” és „a király leánya” címeket viseli. Említik egy írnoki palettán (ma Berlinben) és Irihór sztéléjén (ma Bolognában) is.

## Fordítás
- Ez a szócikk részben vagy egészben  a   Peksater című angol Wikipédia-szócikk ezen változatának fordításán alapul.  Az eredeti cikk szerkesztőit annak laptörténete sorolja fel. Ez a jelzés csupán a megfogalmazás eredetét és a szerzői jogokat jelzi, nem szolgál a cikkben szereplő információk forrásmegjelöléseként.